# باولينيو (لاعب كرة قدم مواليد 1994)
باولو هو لاعب كرة قدم برازيلي في مركز نصف الجناح، ولد في 10 يوليو 1994 في البرازيل يلعب في نادي البطائح الإماراتي. لعب مع نادي باهيا ونادي بيرا مار ونادي سانتا كلارا ونادي فارنزي ونادي قادش ونادي قرطبة.

## وصلات خارجية
- باولو على موقع قاعدة بيانات كرة القدم.إي يو (الإنجليزية)
- باولو على موقع Soccerway.com (الإنجليزية)
- باولو على موقع AS.com (الإسبانية)